# 湯倉橋
湯倉橋（ゆぐらはし）は、福島県大沼郡金山町大字越川 - 大字本名の只見川に架かる国道252号本名バイパスの橋長219 m（メートル）のPC3径間連続箱桁橋。

## 概要
本名バイパスが只見川を渡河する地点に架橋された。仮称は本名橋であった。
- 形式 - PC3径間連続1室箱桁橋
- 活荷重 - B活荷重
- 橋長 - 219.000 m
  - 支間割 - ( 63.000 m + 107.000 m + 47.000 m)
- 幅員
  - 総幅員 - 11.000 m
  - 有効幅員 - 10.000 m
  - 車道 - 7.500 m
  - 歩道 - 片側2.500 m
- 施工 - ピーエス三菱
- 架設工法 - カンチレバー工法

### 旧橋
- 形式 - 鋼トラスド・ランガー橋 + 鋼鈑桁橋
- 橋長 - 156.0 m
- 有効幅員 - 4.0 m

## 歴史
1954年（昭和29年）9月に吊橋として架橋された。1973年（昭和48年）にトラスドランガー橋の現橋に架替された。
2011年（平成23年）7月の平成23年7月新潟・福島豪雨による洪水のため、主桁のフランジが変形した。このため2012年（平成24年）にメンテナンスを行った。
湯倉橋は右岸を国道252号が通っているが、同区間では本名ダム堤体上のクランク部の線形不良箇所や、本名スノーシェッド内の幅員狭小区間、道路構造物の老朽化、豪雨に浸水被害などの問題を有していた。このため、これらの解消などのため本名バイパスが2010年度（平成22年度）に事業化された。本名バイパスは大字越川を起点とし、起点付近で新・湯倉橋で只見川を渡河し、霧来沢を新霧来沢橋で渡河した後、本名トンネルで山地を通過し、大字本名に至る延長2.76 kmのバイパスである。当初は本橋は本名橋の仮称で事業がすすめられていたが、湯倉橋と命名された。
本名バイパスは2015年（平成27年）5月19日に安全祈願祭が執り行われ、この新橋は2015年度（平成27年度）に下部工に着手し、2019年（令和元年）12月5日に閉合し、2020年（令和2年）8月に竣工した。橋名板は地元小学生の手により書かれた。
2022年（令和4年）1月20日に本名バイパスが開通し、本橋新橋も供用開始された。